# Dangdut
Dangdut er en genre inden for indonesisk populær musik. Dangdut er uden tvivl Indonesiens mest populære musikgenre, der blæser ud af højttalerne i butikker, radioer, tv, gadekøkkener, restauranter og kan høres i alle former for offentlig transport. Genren er kort sagt en blanding af indfødtes oprindelige musikformer i Nordsumatra, indisk filmmusik (inklusiv tablatrommer), arabisk popmusik og vestlige trommebeats. Dangdut er opkaldt onomatopoietisk efter musikkens karakteristiske trommelyde "dang" efterfulgt af "dut".
Mere udspecificeret består genren af indonesisk lyrik; instrumenter, rytmer, melodier og elektroniske produktionsteknikker fra indisk filmmusik; malaysisk og mellemøstlig musik; amerikansk disco; engelsk pop/rock; og latino dansemusik. Dangdut bliver spillet på vestlige eller ikke-lokale instrumenter såsom elektroniske keyboards og guitarer eller ukulele og banjo. Musikken er sommetider udelukkende instrumental, men er for det meste akkompagneret af sangere. Lyrikken handler i nyere tid for det meste om modgang og lidelser i livet, herunder eksempelvis ægteskabsbrud, utroskab, skilsmisse eller fattigdom. Genren er blevet en populær form for dansemusik for alle aldersgrupper, hvor folk danser langsomt og afslappet til trommebeatet. Munif Bahasuan, en af dangduts førende komponister, har bemærket, at dangdut altid har været synonym med dans. Især goyang, som består af svajende og erotiske bevægelser med hofter, talje og bagdel. Goyang er ikke kun en bevægelse af kroppen, men en naturlig og ubevidst reaktion på dangduts karakteristiske trommerytme. I modsætning til den traditionelle musikgenre keroncong, som er populær blandt den ældre generation og udenlandske gæster, er dangdut musik især populær blandt den yngre generation og ikke promoveret over for turister som "traditionel" musik. Dangdut opstod som underklassens musikgenre, og overklassen anså ofte genren for at være usofistikeret og plebejisk. Men med tiden nåede genren dog støt og roligt ud til de brede folkemasser. Individuelle dangdut artisters popularitet, overkommelige priser på kasettebånd og senere - VCD'ere og det faktum, at dangdut var transmitteret på talrige tv-netværker bidrog til denne enorme succes.